# Piper tonduzii
Piper tonduzii är en pepparväxtart som beskrevs av C. Dc. och Henri François Pittier. Piper tonduzii ingår i släktet Piper och familjen pepparväxter. Inga underarter finns listade i Catalogue of Life.